# Landesarbeitsgericht Saarland

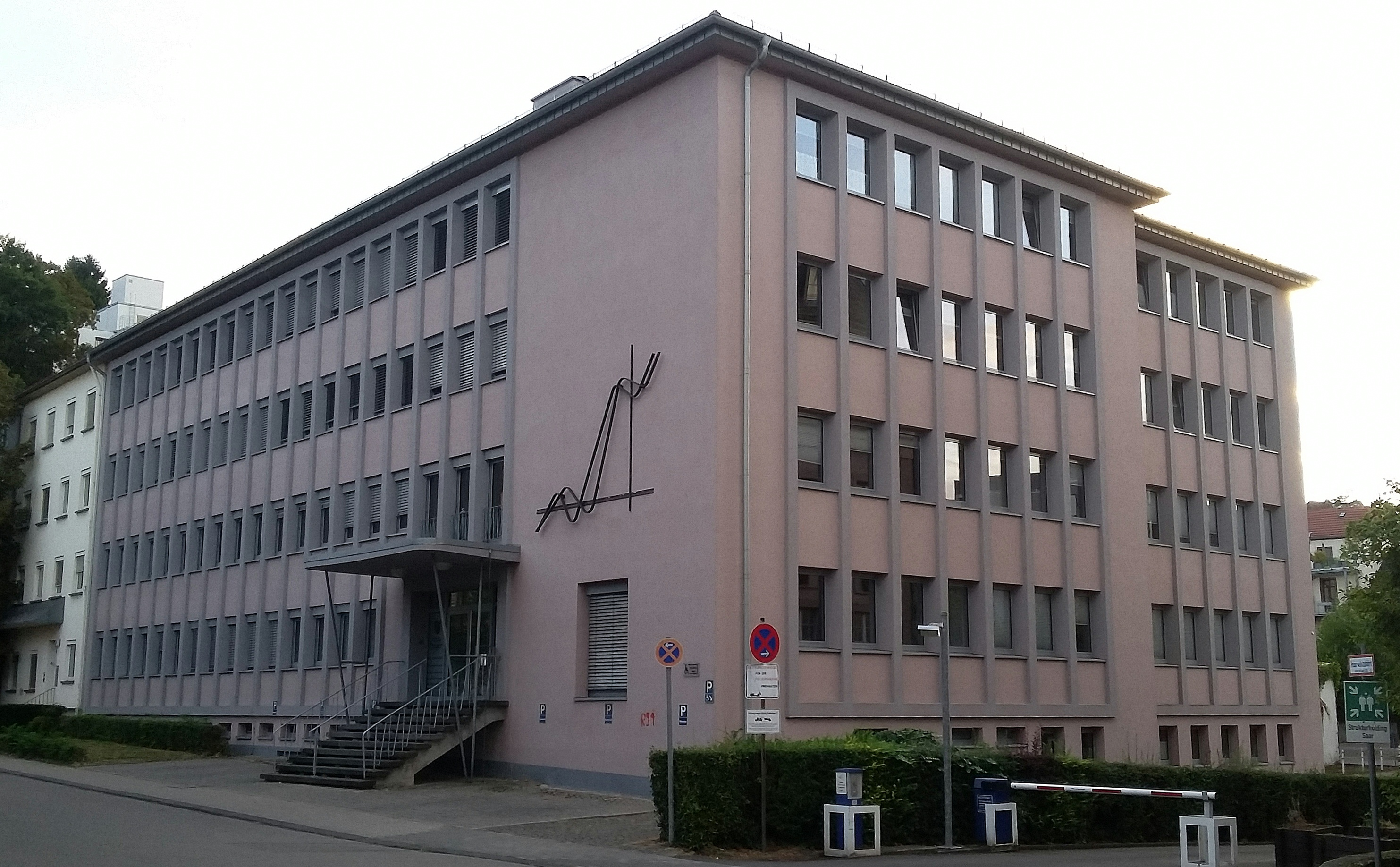
Gemeinsames Gebäude des Landesarbeitsgerichts Saarland, des Arbeitsgerichts Saarland und des Finanzgerichts des Saarlandes

Das Landesarbeitsgericht Saarland ist ein deutsches Gericht der Arbeitsgerichtsbarkeit und das Landesarbeitsgericht (LAG) des Saarlandes. 

## Gerichtssitz und -bezirk
Sitz des Gerichts ist die Landeshauptstadt Saarbrücken.
Der Gerichtsbezirk erstreckt sich auf das Gebiet des gesamten Bundeslandes. Er umfasst damit eine Fläche von etwa 2571 km2 mit einer Einwohnerzahl von ca. 995.000 (Stand 30. September 2017).

## Gerichtsgebäude

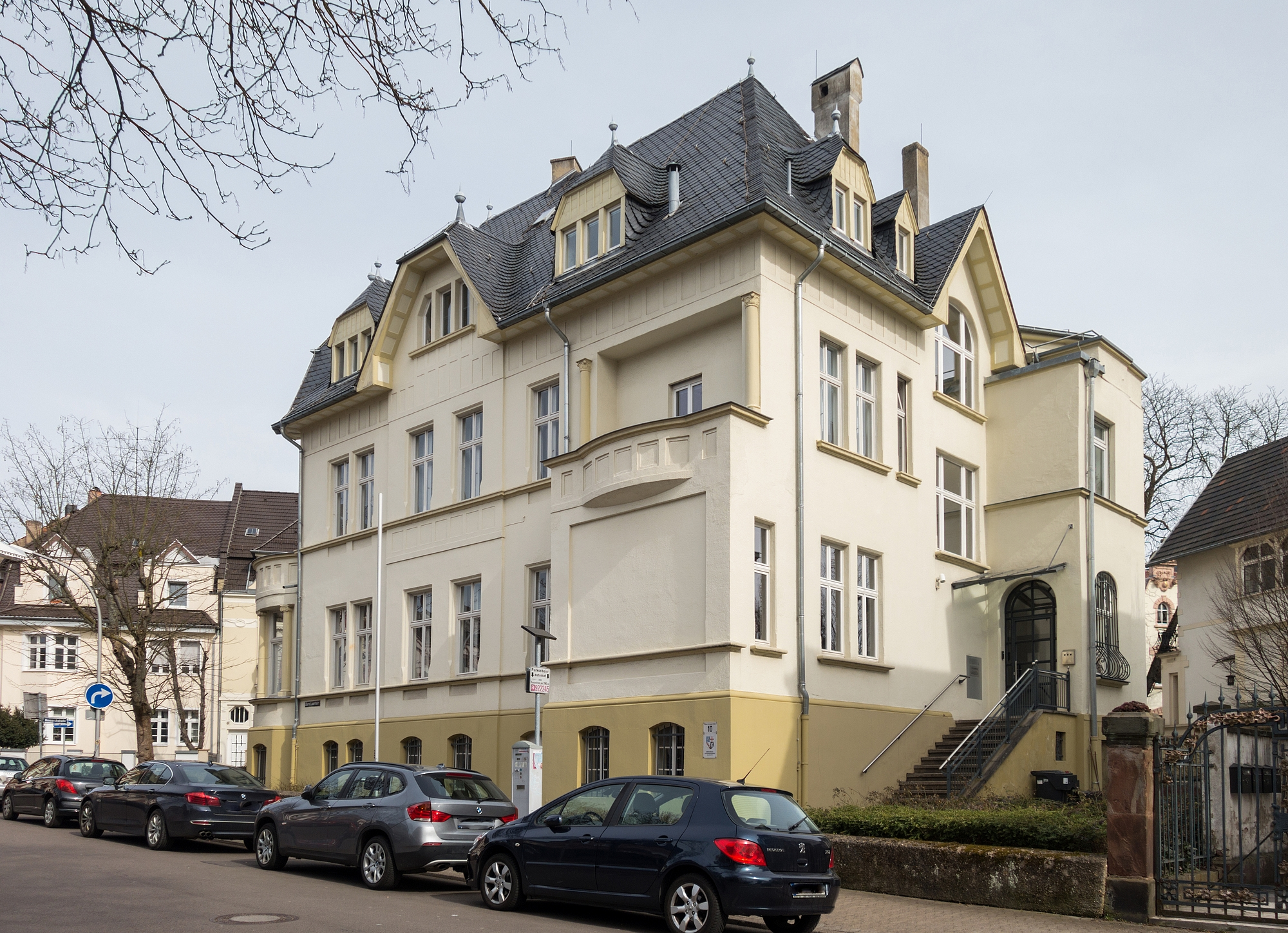
Ehemaliges Gebäude des Landesarbeitsgerichts

Das Gericht zog zum 1. April 2018 unter die Anschrift Hardenbergstraße 3. Im selben Gebäude sind auch das Arbeitsgericht Saarland und das Finanzgericht des Saarlandes untergebracht. Zuvor befand sich das Landesarbeitsgericht unter der Adresse Obere Lauerfahrt 10, unter der auch das mittlerweile aufgehobene Arbeitsgericht Saarbrücken untergebracht war.

## Geschichte
Seit 1918 gab es Kaufmanns- und Gewerbegerichte. Zum 1. Juli 1935 wurde das „Landesarbeitsgericht beim Landgericht Saarbrücken“ mit einer Kammer eingerichtet. Zum 1. April 1947 erfolgte durch die Rechtsanordnung über die Errichtung von Arbeitsgerichtes und das Verfahren in Arbeitsstreitigkeiten auf der Basis des Kontrollratsgesetzes Nr. 21 die Errichtung eines Landesarbeitsgerichts als zweite Instanz mit nur einer Kammer. Ab 1. Januar 1948 war das Gericht mit allgemeinen Kammern und mit Fachkammern auf der Basis des § 17 ArbGG 1926 tätig.
Mit der französisch-saarländischen Justizkonvention wurde am 3. Januar 1948 ein französisch-saarländischer Senat des Appellationsgerichtshofes Saarbrücken in zweiter Instanz für Angelegenheiten zuständig, in denen die französische Gesetzgebung unmittelbar anwendbar oder zu berücksichtigen war. Zum 20. Mai 1953 wurde dieser Senat durch den Gerichtshof der französisch-saarländischen Union und den Obersten Gerichtshof der französisch-saarländischen Union abgelöst. Mit der	Einführung des Arbeitsgerichtsgesetzes 1953 zum 1. Januar 1957 wurde der Revisionssenat beim Oberlandesgericht durch das Bundesarbeitsgericht abgelöst. Das letzte Revisionsurteil des saarländischen Revisionssenates in Arbeitssachen beim OLG erging am 16. Oktober 1957.
Die endgültige Eingliederung des Saarlandes in den Rechtsbereich der Bundesrepublik Deutschland erfolgte durch das Gesetz zur Einführung von Bundesrecht im Saarland vom 30. Juni 1959 mit Ablauf des 5. Juli 1959.

## Über- und nachgeordnete Gerichte
Dem Landesarbeitsgericht Saarland ist das Bundesarbeitsgericht übergeordnet. Nachgeordnet ist das Arbeitsgericht Saarland.

## Leitung
- ab 1960: Philipp Marzen, * 27. Februar 1909
- ab 30. Oktober 1968: Manfred Strobelt, * 5. Februar 1922
- 1986–1999: Horst Hilpert
- 1999–2010: Volker Degel
- 2010–2017: Josef Dier
- seit 1. August 2017: Karl Werner Dörr[5]